# Торња
Торња (рум. Turnu) насеље је града Печка, која припада жупанији Арад у Румунији. Насеље је значајно по присутној српској националној мањини у Румунији.

## Положај насеља
Село Торња се налази на северној, кришанској страни Поморишја. Налази се 20 км северозападно од града Арада ка румунско-мађарској граници. Атар насеља је равничарског карактера.

## Историја
Торња је место у Поморишју, које се први пут помиње 1333. године као Мок. Срби се Поморишје и другим земљама масовно десељавају након Косовске битке 1389. године. Српски деспоти Јакшићи, Стефан и Димитрије постају власници Надлака 1464. године, а од 1485. држе и Торњу са околином. У другој половини 16. века власник места је српски великаш Димитрије Овчаревић. После опустошења села Турне 1596. године од стране Турака, Срби се поново ту насељавају и назив места је Торња. Име се везује за цркве, а сугерише на српску реч торањ или звоник. Српски карактер села се одржао вековима, и након протеривања Османлија. Пописано је 1734. године 53 српска дома, а 1742. место је променило власника; из руку аустријске царске Коморе прешло је у посед кнеза Мутине. Од како је 1752. године посед Торњу купио високи царски службеник Леринц Марцибани, Срби губе доминацију. Место је добило државни вашар, а колонизовани су Мађари. Марцибани је већ 1753. године подигао у Торњи свој дворац (који ће бити срушен 1938), римокатоличку цркву и школску зграду. Од тада Срби се делом исељавају у Русију и другде, а делом претапају и друге нације и изумиру. По попису из 1892. године у Торњи је следећи национални састав: највише је Мађара (1453), следе Румуни (495) и Срби (332), много мање је Немаца (51) и Словака (34).
Торња је насеље познато по томе што је ту убијен сељачки цар Јован. "Црни човек" или "Црни Јован" је био српског порекла из породице Бранковића, истакао се способностима за време сељачке буне и наметнуо за вођу Србима. Нашао се интересно између мађарског краља Јована Запоље (пореклом Србина) и краља Фердинанда Хабзбурга, и учествовао у борбама за угарски престол, са својом војском. Трупа побуњеника цара Јована бројале су 10.000 војника Срба, а главни војсковођа над њима био је Климентије Бакић. Цар је имао и своју телесну гарду од 600 војника, које су звали "јаничари". Прозвани цар Јован је имао престоницу у Суботици, коју је отео од Валентина Терека. Постао је сурови непријатељ Мађара, које је истребљивао по Бачкој. Цар Јован је пришао краљу Фердинанду, па је на њега кренула Запољина мађарска војска априла и маја 1527. године. Након неколико великих победа, у једној борби био је рањен цар Јован. Наставио је он заузимање Сегедина, и поново је али сада тешко рањен. Рањеног су га војници пренели у оближње село Торњош (Торњу), и ту је "српски крвник" Валентин Терек изненада напао, и дотукао свог непријатеља, цара Јована.
У Торњу су Швабе католици основали своју парохију 1753. године. Село Торња је за време Аустроугарске монархије било у Чанадској жупанији. А канонском црквеном поделом са Румунима, српска Црквена општина у Торњи је била нова, у сада темишварској епархији, у коју је прешла из арадске.
По подацима из 1905. године Торња је велика општина у Батоњском срезу. Ту живи 2.516 становника у 418 домова. Срба православаца је мало, њих 397 душа (или 16%) има 64 куће. Од јавних српских зграда ту су православна црква и народна школа. Све ПТТ комуникације су постојале у насељу.

## Становништво
По последњем попису из 2002. године село Торња имало је 1.251 становника. Последњих деценија број становника опада.
Насеље је од давнина било вишенародно, а месни Срби су одувек били мањина у насељу. Данас је њихов број симболичан. Национални састав на појединим пописима био је следећи:
| Година пописа | 1910. год.    | 1992. год.  | 2002. год.  |
| Укупно ст.    | 2.537         | 1.164       | 1.251       |
| Срби          | 355 (14,0%)   | 58 (5,0%)   | 53 (4,2%)   |
| Румуни        | 666 (26,3%)   | 647 (51,7%) | 833 (66,6%) |
| Мађари        | 1.485 (58,5%) | 450 (38,7%) | 352 (28,2%) |
| остали        | 31 (1,2%)     | 9 (0,8%)    | 13 (1,0%)   |

## Религија
Православна црква се помиње 1759. године, као неугледни храм грађен од плетера, покривен сламом. Био је посвећен празнику Св. Николи. Касније је саграђена већа и боља грађевина, сада посвећена Св. еванђелисти Луки, који после канонске поделе припала Румунима. 
Парох торњански Димитрије Јовановић 1831. године набавља српску књигу. По државном шематизму из 1846. године насеље Торња (Tornya) са 1.160 становника, је почело водити све црквене матичне књиге од 1779. године. Свештеник је био Димитрије Абрамовић, а парохијски капелан Атанасије Нешковић. 
Срби су подигли своју нову цркву 1879. године, за коју је платио иконостас Жива Глуваков, иначе набављен од новосадске фирме Ивковић, тек 1906. године. Био је послат изасланик власти, да прегледа тај нови иконостас. Нова црква је посвећена празнику Рођењу Пресвете Богородице или Малој Госпојини. Био је 1893. године послат изасланик епархијски Јован Новаковић, да нову Црквену општину организује у Торњи. Црквена општина у Торњи је била једна од најсиромашнијих у темишварској епархији, и тешко је функционисала. Тако је 1898. године примила помоћ од 150 ф. из народног јерархијског фонда. Та црквена општина је од зајма исте године купила једну кућу. 
Администратор парохије јеромонах Амфилохије Михајловић умро је 1893. године са 30 лета, у манастиру Бездину. Он је био у Торњи администратор током 1892—1893. године. Калуђера је 1892. године заменио као администратор свршени богослов Теодор Јозанов из Суботице. Јереј Викентије Поповић се поставља 1896. године за администратора у Торњи. Корнел Адамовић се поставља за администратора децембра 1899. године. Православна црквена општина је била организована 1905. године, скупштина редовна, под председништвом Алексе Бајића. Православна парохија је најниже шесте класе, има парохијски дом и парохијску сесију од 23 кј. земље. Постојало је српско православно гробље, а црквено-општински посед износи 26 кј. земље. Године 1905. администрирао је калуђер јосиф Протић јеромонах, рукоположен 1902. године. А 1906. године биће нови, ко зна који по реду, администратор свршени богослов Владислав Алексић.

## Образовање
Купац српске књиге 1831. године је месни учитељ Атанасије Поповић. У народној школи наставу је 1846. године похађало 38 ђака, са којима је радио учитељ Василије Симеоновић. Јосиф Агрима је био 1868. године привремени учитељ у месту, и од њега је тражено да положи учитељски испит у Сомбору, да био постао стални. Учитељ за месну српску школу је преко новина тражен 1888. године. Учитељи су тешко долазили, а брзо напуштали ту неатрактивну средину. Следеће, 1889. године тражен је опет оспособљен и то мушки учитељ за рад у Торњи. Дао је учитељ Бранко Чалић оставку 1892. године, због чега је расписан стечај за пријем новог. Понуђена годишња плата је износила 280 ф. и друге ситне накнаде у новцу или натури. Српска народна вероисповедна школа је била затворена десет година (1897—1907) због противљења политичке власти да се користи трошна зграда за школу. Често, па 1902. године, црквена општина је тражила од епархијских власти финансијску помоћ за школу. Много пожртвованих Срба поклањало је крајем 19. века торњанској школи претплату на "Школски лист". Године 1905/1906. прављена је нова школска зграда у Торњи. А 1908. године опет се констатује да та школска зборница није по пропису саграђена. Много пута су давани огласи за пријем учитеља, али такво место са две "учитељске снаге" (1907) није било атрактивно. Када је дат конкурс за пријем учитеља, поред свих других услова, наведено је да ће бити примљен само ко је вешт у мађарском језику. Плата је тада била понуђена од 280 ф. Године 1891. учитељ је био Бранко Чавић. Он је поднео оставку већ 1892. године. На огласу за пријем новог учитеља, каже се да ће радити у четвороразредној основној школи у Торњи. На конкурсу из 1895. године основна плата је сада 300 ф. Епархијска власт је обавестила торњанску општину, да ако жели "школу своју поново да отвори", да ће наставити да је дотира са 100 ф. Председник Школског одбора Живан Глуваков, а учитељица Зорка Имброњева перовођа. учитељица Имброњев је родом из Арада, и две године је била у месту (1905). Школа има једно здање, а редовну наставу похађа 47 ђака, а у туђе школе иде 31 српско дете. Оглас из 1907. говори о плати израженој у крунама - 700 к. Постављена је у торњанској школи 1908. године као привремена учитељица Марија Букурова. Године 1911. добила је декрет о сталности нова учитељица Зорка Шићаровић.
Међу свим торњанским учитељима најзначајнији је Живојин Раковић, који је радио у сеоској школи између 1908—1910. године. То је био врло интелигентан и вредан педагог, који је писао педагошке стручне чланке за "Школски лист", и преводио са немачког и француског. Током школовања био је питомац Задужбинског фонда Христифора Шифмана, који је био активан при Матици српској. Каријеру је наставио у месту Потпорањ, па Келедобри, а завршио у Вршцу, где је био истакнути предавач на Народном универзитету и чкан огранка Српског културног клуба 1940. године. Треба само поменути неколико његових објављених наслова. Из 1909—1910. године фељтон у "Школском листу", Карловци, преведен са француског језика, од Рене Вормса оба дела: "Научна и морална филозофија". Затим "Мисли о учитељу" објављен исте 1909. године. Док је био српски народни учитељ у Торњи 1909. године пише расправу: "Мисли о учитељу и појању". Приказ књиге "Педагогика" немачког професора Оскара Месмера даје 1910. године. Исте године објављује чланак "Новији немачки списи за наставу у природним наукама". Следи, "Непосредно и педагогика", од Паула Хенкела, превео са немачког 1913. године. Са француског, из једног часописа, преводи и чланак "Педагошки систем Монтењев" 1909. године.
Године 1905. основана је нова Српска земљорадничка задруга у Торњи, са неограниченом одговорношћу. Њен капитал је износио 1393 к, а водили су је: председник Жива Глувак и пословођа Мата Драган.